# Central de Trabajadores de Cuba
La Central de Trabajadores de Cuba (CTC) es la central sindical de la República de Cuba, fundada en 1961, poco después del triunfo de la Revolución.

## Historia

### Confederación Nacional Obrera de Cuba (CNOC)
La CTC tuvo su antecedente en la Confederación Nacional Obrera de Cuba (CNOC), que fue considerada como la primera central proletaria cubana, y que desde sus inicios apoyó e impulsó las luchas entre clases. La CNOC, bajo la guía del Partido Comunista de Cuba, llevó a cabo dos conocidas huelgas: la primera, en agosto de 1933, le dio culminación al gobierno despótico de Gerardo Machado, y la segunda en marzo de 1935 que resultó brutalmente reprimida por el gobierno de Batista-Caffery-Mendieta. A raíz de estos hechos la CNOC fue ilegalizada y muchos de sus directivos sindicales fueron asesinados y encarcelados. 
En el II Congreso Obrero Latinoamericano que se efectuó en México en septiembre de 1938, los líderes sindicales cubanos que participaron fraguaron el compromiso de lograr la unificación del movimiento obrero en Cuba.

### Nacimiento de la CTC
En cumplimiento de la promesa hecha en el II Congreso Obrero Latinoamericano, se realizó del 23 al 28 de enero de 1939 en La Habana el Congreso Constituyente de la Confederación de Trabajadores de Cuba, en el cual participaron alrededor de 1.500 delegados provenientes de 700 organizaciones de masas. En el Congreso fue elegido secretario general de la CTC el obrero Lázaro Peña por su destacada trayectoria como dirigente popular y por su honestidad y valor. Desde sus inicios esta organización estuvo vigilada por los gobiernos cubanos. Al igual que ocurrió con los representantes de la CNOC, los dirigentes de la CTC eran perseguidos, encarcelados y asesinados.

### Últimos años y transformación
Después del triunfo de la Revolución cubana, la CTC fue disuelta y sustituida por la Central de Trabajadores de Cuba-Revolucionaria (CTC-R), con una directiva provisional encabezada por David Salvador Manso y Conrado Bécquer, procedentes del Frente Obrero Nacional que se había creado en la Sierra Maestra. En respuesta, se creó el Frente Obrero Humanista (FOH), que aglutinó a 25 de las 33 federaciones de industrias, bajo el lema "¡Ni Washington ni Moscú!".
El 24 de mayo de 1959 se llevaron a cabo unas elecciones sindicales  en donde el Frente Obrero Humanista vence a los comunistas. El 5 de abril de 1960 el entonces ministro del Trabajo Augusto Martínez Sánchez ordenó la intervención de la Confederación, la cual fue efectuada por el entonces comandanteRaúl Castro, ocasionando una relativa condena internacional. Posteriormente, en 1961, la vieja CTC es disuelta y reemplazada por la actual Central de Trabajadores de Cuba (CTC).

## Estructura y funciones
La central está conformada por aproximadamente 19 sindicatos nacionales. El ingreso a sus filas es voluntario. El 96% de los trabajadores cubanos pertenecen a la CTC. Está establecido en sus Estatutos que se efectúen congresos cada 5 años en donde se elige al Secretario General y a los nuevos representantes que están comprendidos en el Consejo Nacional, el Comité Nacional y el Secretariado. En cada centro de trabajo en el que trabajen más de 5 personas puede existir una sección sindical. Varias secciones sindicales conforman un buró sindical.
Esta organización se define como una fuerza "muy importante para la defensa de los intereses del pueblo y de la Revolución". El Secretario General de la CTC es miembro de la máxima dirección del Estado y del PCC.
El periódico oficial de la organización es Trabajadores, que se publica semanalmente para todo el territorio nacional. Los dirigentes sindicales reciben capacitación en los 14 centros provinciales y en la Escuela Nacional de Cuadros "Lázaro Peña". Las mujeres trabajadoras y los jubilados reciben atención en los sindicatos y tienen a su favor leyes que apoyan sus derechos a no ser discriminados, poder trabajar y recibir una pensión al retirarse.